# Lijst van voetbalinterlands Noord-Macedonië - Turkije
Deze lijst van voetbalinterlands is een overzicht van alle officiële voetbalwedstrijden tussen de nationale teams van Noord-Macedonië (het land speelde tussen 1993 en 2019 onder de naam Macedonië) en Turkije. De landen speelden tot op heden acht keer tegen elkaar. De eerste ontmoeting, een vriendschappelijke wedstrijd, werd gespeeld in Skopje op 31 augustus 1994. Het laatste duel, eveneens een vriendschappelijke wedstrijd, vond plaats op 5 juni 2017 in de Macedonische hoofdstad.

## Wedstrijden
| № | Plaats    | Datum            | Competitie           | Wedstrijd           | Uitslag |
| - | --------- | ---------------- | -------------------- | ------------------- | ------- |
| 1 | Skopje    | 31 augustus 1994 | Vriendschappelijk    | Macedonië – Turkije | 0 – 2   |
| 2 | Istanboel | 30 augustus 1995 | Vriendschappelijk    | Turkije – Macedonië | 2 – 1   |
| 3 | Skopje    | 28 maart 2001    | WK 2002 kwalificatie | Macedonië – Turkije | 1 – 2   |
| 4 | Bursa     | 6 juni 2001      | WK 2002 kwalificatie | Turkije – Macedonië | 3 – 3   |
| 5 | Skopje    | 12 oktober 2002  | EK 2004 kwalificatie | Macedonië – Turkije | 1 – 2   |
| 6 | Istanboel | 11 juni 2003     | EK 2004 kwalificatie | Turkije – Macedonië | 3 – 2   |
| 7 | Krefeld   | 4 juni 2006      | Vriendschappelijk    | Macedonië – Turkije | 1 – 0   |
| 8 | Skopje    | 5 juni 2017      | Vriendschappelijk    | Macedonië – Turkije | 0 – 0   |

## Samenvatting
| Competitie        | Totaal gespeeld | Winst Noord-Macedonië | Gelijk | Winst Turkije | Doelsaldo Noord-Macedonië – Turkije |
| ----------------- | --------------- | --------------------- | ------ | ------------- | ----------------------------------- |
| WK-kwalificatie   | 2               | 0                     | 1      | 1             | 4 − 5                               |
| EK-kwalificatie   | 2               | 0                     | 0      | 2             | 3 − 5                               |
| Vriendschappelijk | 4               | 1                     | 1      | 2             | 2 − 4                               |
| Totaal            | 8               | 1                     | 2      | 5             | 9 − 14                              |

## Details

### Eerste ontmoeting
| Vriendschappelijk (Skopje, Macedonië, 31 augustus 1994): |              | |
| Macedonië | 0 – 2        | Turkije |
| | goals        | 44' (e.d.) Ljupčo Markovski 87' Arif Erdem |
| Andon Dončevski | bondscoach   | Fatih Terim |
| Kire Trajčev Kire Grozdanov Zoran Jovanovski Ilija Najdoski 46' Ljupčo Markovski Dragan Kanatlarovski Nedžmedin Memedi Žarko Serafimovski Toni Mičevski 62' Zoran Boškovski Mitko Stojkovski | opstellingen | Engin İpekoğlu 86' Orhan Çıkırıkçı İlker Yağcıoğlu Bülent Korkmaz 46' Recep Çetin Tugay Kerimoğlu 53' Ertuğrul Sağlam 63' Saffet Sancaklı Hakan Şükür 70' Oğuz Çetin Ogün Temizkanoğlu |
| Marjan Stojkovski 46' Borislav Tomovski 62' | wissels      | 46' Tayfur Havutçu 53' Arif Erdem 63' Abdullah Ercan 70' Mehmet Özdilek 86' Sergen Yalçın                                                                                              |
| | gele kaarten | ??' İlker Yağcıoğlu ??' Recep Çetin |
| - Debuut van Sergen Yalçın (Beşiktaş), İlker Yağcıoğlu (Fenerbahçe), Tayfur Havutçu (Fenerbahçe) en Arif Erdem (Galatasaray) voor Turkije.                                                   |              | |

### Derde ontmoeting
| WK 2002 kwalificatie (Skopje, Macedonië, 28 maart 2001): |       |                                          |
| Macedonië                                                | 1 – 2 | Turkije                                  |
| Toni Mičevski 20'                                        | goals | 68' (e.d.) Igor Mitreski 71' Ümit Davala |
| - Debuut van Hasan Özer (Gaziantepspor) voor Turkije.    |       |                                          |

### Achtste ontmoeting
| Vriendschappelijk (Skopje, Macedonië, 5 juni 2017): |       |         |
| Macedonië                                           | 0 – 0 | Turkije |
|                                                     | goals |         |

FFM · A-internationals · Bondscoaches · Statistieken · Macedonisch vrouwenelftal · Olympisch elftal · Noord-Macedonië U21 · Noord-Macedonië U20 · Noord-Macedonië U19 · Noord-Macedonië U18 · Noord-Macedonië U17 · Noord-Macedonië U16
1993 – 1999 ·
2000 – 2009 ·
2010 – 2019 ·
2020 − 2029
EK 2020
1993 · 
1994 · 
1995 · 
1996 · 
1997 · 
1998 · 
1999 · 
2000 · 
2001 · 
2002 · 
2003 · 
2004 · 
2005 · 
2006 · 
2007 · 
2008 · 
2009 · 
2010 · 
2011 · 
2012 · 
2013 · 
2014 · 
2015 · 
2016 ·
2017 ·
2018 ·
2019 ·
2020 ·
2021 ·
2022 ·
2023
Albanië ·
Andorra ·
Angola ·
Armenië ·
Australië ·
Azerbeidzjan ·
Bahrein ·
België ·
Bosnië en Herzegovina ·
Bulgarije ·
Canada ·
China ·
Cyprus ·
Denemarken ·
Duitsland ·
Ecuador ·
Egypte ·
Engeland ·
Estland ·
Faeröer ·
Finland ·
Georgië ·
Gibraltar ·
Hongarije ·
Ierland ·
IJsland ·
Iran ·
Israël ·
Italië ·
Jamaica ·
Joegoslavië ·
Kameroen ·
Kazachstan ·
Kosovo ·
Kroatië ·
Letland ·
Libanon ·
Liechtenstein ·
Litouwen ·
Luxemburg ·
Malta ·
Moldavië ·
Montenegro ·
Nederland ·
Nigeria ·
Noorwegen ·
Oekraïne ·
Oman ·
Oostenrijk ·
Paraguay ·
Polen ·
Portugal ·
Qatar ·
Roemenië ·
Rusland ·
Saoedi-Arabië ·
Schotland ·
Servië ·
Slovenië ·
Slowakije ·
Spanje ·
Tsjechië ·
Turkije ·
Verenigde Staten ·
Wales ·
Wit-Rusland · 
Zuid-Korea ·
Zweden
Nederland (2021) · 
Oekraïne (2021) · 
Oostenrijk (2021)
TFF · A-internationals · Selecties · Bondscoaches · Turks vrouwenelftal · Olympisch elftal · Turkije U21 · Turkije U20 · Turkije U19 · Turkije U18 · Turkije U17 · Turkije U16
1923 – 1929 · 
1930 – 1939 · 
1940 – 1949 · 
1950 – 1959 · 
1960 – 1969 · 
1970 – 1979 · 
1980 – 1989 · 
1990 – 1999 · 
2000 – 2009 · 
2010 – 2019 ·
2020 − 2029
EK 1996 · 
EK 2000 · 
EK 2008 · 
EK 2016 ·
EK 2020 ·
EK 2024 · WK 1954 · WK 2002 · OS 1924 · 
OS 1928 · 
OS 1936 · 
OS 1948 · 
OS 1952 · 
OS 1960
1923 · 
1924 · 
1925 · 
1926 · 
1927 · 
1928 · 
1929 · 1930 · 
1931 · 
1932 · 
1933 · 1934 · 1935 · 
1936 · 
1937 · 
1938 · 1939 · 1940 · 1941 · 1942 · 1943 · 1944 · 1945 · 1946 · 1947 · 
1948 · 
1949 · 
1950 · 
1952 · 
1952 · 
1953 · 
1954 · 
1955 · 
1956 · 
1957 · 
1958 · 
1959 · 
1960 · 
1961 · 
1962 · 
1963 · 
1964 · 
1965 · 
1966 · 
1967 · 
1968 · 
1969 · 
1970 · 
1971 · 
1972 · 
1973 · 
1974 · 
1975 · 
1976 · 
1977 · 
1978 · 
1979 · 
1980 · 
1981 · 
1982 · 
1983 · 
1984 · 
1985 · 
1986 · 
1987 · 
1988 · 
1989 · 
1990 · 
1991 · 
1992 · 
1993 · 
1994 · 
1995 · 
1996 · 
1997 · 
1998 · 
1999 · 
2000 · 
2001 · 
2002 · 
2003 · 
2004 · 
2005 · 
2006 · 
2007 · 
2008 · 
2009 · 
2010 · 
2011 · 
2012 · 
2013 · 
2014 · 
2015 ·
2016 ·
2017 ·
2018 ·
2019 ·
2020 ·
2021 ·
2022 ·
2023 ·
2024
Albanië ·
Algerije ·
Andorra ·
Angola ·
Armenië ·
Australië ·
Azerbeidzjan ·
België ·
Bosnië en Herzegovina ·
Brazilië ·
Bulgarije ·
Canada ·
Chili ·
China ·
Colombia ·
Costa Rica ·
DDR ·
Denemarken ·
Duitsland ·
Ecuador ·
Egypte ·
Engeland ·
Estland ·
Ethiopië ·
Faeröer ·
Finland ·
Frankrijk ·
Georgië ·
Ghana ·
Gibraltar ·
Griekenland ·
Guinee ·
Honduras ·
Hongarije ·
Ierland ·
IJsland ·
Irak ·
Iran ·
Israël ·
Italië ·
Ivoorkust ·
Japan ·
Joegoslavië ·
Kameroen ·
Kazachstan ·
Kosovo ·
Kroatië ·
Letland ·
Libanon ·
Libië ·
Liechtenstein ·
Litouwen ·
Luxemburg ·
Maleisië ·
Malta ·
Moldavië ·
Montenegro · 
Nederland ·
Nieuw-Zeeland ·
Noord-Ierland ·
Noord-Macedonië ·
Noorwegen ·
Oekraïne ·
Oezbekistan ·
Oostenrijk ·
Pakistan ·
Paraguay ·
Polen ·
Portugal ·
Qatar · 
Roemenië ·
Rusland ·
San Marino ·
Saoedi-Arabië ·
Schotland ·
Senegal ·
Servië ·
Slovenië · 
Slowakije ·
Sovjet-Unie ·
Spanje ·
Syrië ·
Tsjechië ·
Tsjecho-Slowakije ·
Tunesië ·
Uruguay ·
Verenigde Staten ·
Wales ·
Wit-Rusland ·
Zuid-Afrika ·
Zuid-Korea ·
Zweden ·
Zwitserland
Brazilië (2002, 1) · 
Costa Rica (2002) · 
Duitsland (2008) · 
Italië (2021) · 
Kroatië (2008) · 
Kroatië (2016) · 
Portugal (2008) · 
Spanje (2016) · 
Tsjechië (2008) · 
Wales (2021) · 
Zwitserland (2008) · 
Zwitserland (2021)